# Янюшевич, Иван
Иван Янюшевич (черног. Иван Јањушевић / Ivan Janjušević; род. 11 июля 1987, Никшич) — черногорский футболист, вратарь. Выступал в сборной Черногории. Дебют в сборной состоялся 27 мая 2008 года в товарищеском матче против Казахстана.

## Биография
Янюшевич начал свою карьеру в академии клуба «Сутьеска». Является капитаном клуба с 2012 года. Всего в сезоне 2012/13 сыграл за «Сутьеску» 32 матча. Также играл за футбольные клубы «Могрен» и «Вашаш».

## Достижения
- Чемпион Черногории (3): 2010/11, 2012/13, 2013/14